# Mathilda Malling

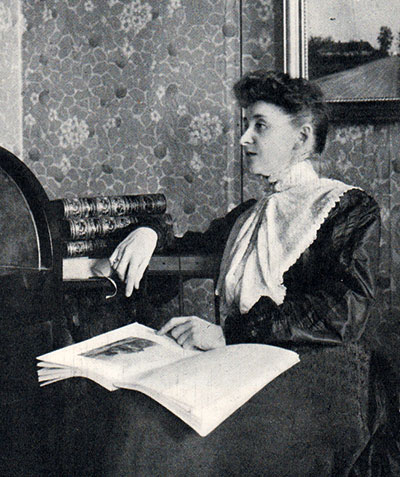
Mathilda Malling. Foto 1904.

Ingrid Mathilda Malling, född Kruse 20 januari 1864 i Norra Mellby socken i Kristianstads län, död 21 mars 1942 i Köpenhamn i Danmark, var en svensk författare. Hon är framför allt känd under pseudonymen Stella Kleve.

## Biografi
Malling var dotter till godsägaren Frans Oskar Kruse och Anna Maria Mathilda Borgström. Hon tog studentexamen vid Lyceum för flickor i Stockholm 1883 och studerade vid Lunds universitet och i Schweiz 1884 samt i Köpenhamn 1885–1886. 1890 gifte hon sig med köpmannen Peter Malling i Köpenhamn. Tiden i Schweiz och Danmark har ansetts som betydelsefull för Malling; hon kom här i kontakt med nyare dansk- och franskspråkiga författarskap som Herman Bang, Jens Peter Jacobsen, Baudelaire, Flaubert och bröderna Goncourt, vilket ska ha inspirerat henne att skriva i samma anda.
I början av sitt liv skrev Malling under pseudonymen Stella Kleve. Hon debuterade först på danska, med novellen Flirtations som översattes och gavs ut av Herman Bang i morgontidningen Nationaltidende 1884. Den omarbetades sedan till romanen Berta Funcke (1885). Den uppmärksammades för sin skildring av en ung kvinnas erotiska känslor och ansågs mycket kontroversiell. Karl Warburg skrev till exempel i sin recension av romanen att: "Det 'händer' alldeles intet i vanlig mening 'osedligt' i hela boken, och dock är skildringen något af det otäckaste man gärna kan läsa."
Det mest kända av Stella Kleves verk är troligen novellen Pyrrhussegrar, som publicerades i Alma Åkermarks radikala kvinnotidskrift Framåt 1886. Liksom Berta Funcke är Pyrrhussegrar genomsyrad av undertryckt erotik, och novellen väckte stor debatt. Inte bara ämnet upprörde, utan även det nervöst impressionistiska formspråket. Novellen väckte ett sådant ramaskri att den ska ha påskyndat tidskriften Framåts nedläggning.
Som Stella Kleve skrev Malling även romanen Alice Brandt (1888) och flera noveller. I sin samtid uppmärksammades Stella Kleves texter mera på grund av sina "sensuellt färgade skildringar av unga kvinnor än för litterära förtjänsters skull". Birgitta Ney har skrivit att "[d]en allmänna uppfattningen hos kritikerna var annars att hennes skildringar var så genomsyrade av okyskhet att man formligen äcklades".
Eftervärlden har dock uppvärderat hennes dekadent och sennaturalistiskt skildrade kvinnotyp som en kvinnlig motsvarighet till beskrivningar av män i männens genombrottsromaner under denna tid. Hon hade tidigt kontakt med Ola Hansson, som flitigt brevväxlade med henne och som också uppvaktade samt friade till henne. Hansson porträtterade, efter en jobbig brytning med Malling, henne i Tidens kvinnor som "Gallblomma". De unga poeterna och studenterna Emil Kléen och Albert Sahlin ville ha med henne i en skånsk "dekadent kalender" (som aldrig kom ut) i slutet av 1880-talet, men misslyckades med övertalningen.
Efter en tids tystnad återupptog hon sitt författarskap, fast nu med en helt annan prägel, genom En roman om förste konsuln (1894), som gjorde stor lycka tack vare sin skickliga behandling av det memoarmässiga materialet. Följande böcker vittnar om frodig, men föga originell berättande fantasi och en mycket ledigt flytande framställning. 
Genom sina historiska romaner och herrgårdsromaner fann hon en stor läsekrets i början av 1900-talet. I förlagsreklamen 1922 framhålls att "[i]ngen svensk författarinna intager så avgjort en förstarangs plats i våra unga damers hjärtan som Mathilda Malling. Sedan två generationer tillbaka står hennes popularitet såsom den kvinnliga publikens älsklingsförfattarinna orubbad."  Idag är det dock främst den del av författarskapet som skrevs under pseudonymen Stella Kleve som väcker intresse.

### Skönlitteratur
- Berta Funcke: berättelse. Stockholm: J. Seligmann & K. 1885. Libris 1598211. https://litteraturbanken.se/forfattare/MallingM/titlar/BertaFuncke/info/etext
- Alice Brandt: en qvinnoprofil. Helsingborg: Österling. 1888. Libris 1623997. https://litteraturbanken.se/forfattare/MallingM/titlar/AliceBrandt/info/etext
- En roman om förste konsuln från den 18 Brumaire till freden i Amiens. København: Bojesen. 1894. Libris 2894456 - Fulltext: Göteborgs universitetsbibliotek och Projekt Runeberg.
- Fru guvernören af Paris: bilder från kejsarhofvet 1807. Stockholm: Bonnier. 1895. Libris 1624652
- Eremitage-idyllen: interiörer från 1750-talet. Stockholm: Bonnier. 1896. Libris 1644918. https://runeberg.org/eremitage/
- Doña Ysabel: roman. Stockholm: Bonnier. 1898. Libris 880445
- Fru Leonora: komedi i fyra akter. Stockholm: Bonnier. 1897. Libris 1205717. https://litteraturbanken.se/forfattare/MallingM/titlar/FruLeonora/info/etext

Skytte- och Stjerneromanerna
- Skyttes på Munkeboda: hemlif i Skåne 1830. Stockholm: Bonnier. 1897. Libris 1644920. https://runeberg.org/mmskytt/
- Malin Skytte: roman. Stockholm: Bonnier. 1900. Libris 8jk9qp2q6rt8dsp6. http://hdl.handle.net/2077/57640
- Malin Skytte: roman. Stockholm: Bonnier. 1922. Libris 22549484. https://runeberg.org/mmmalins/
- Damerna på Markby: en historia från September till jul. Stockholm: Bonnier. 1901. Libris 1719356
- Karl Skyttes hustru. Stockholm: Bonnier. 1909. Libris 1615778. https://runeberg.org/mmksh/
- Ebba Stjerne, Eva Skytte och de andra: roman. Stockholm: Bonnier. 1914. Libris 1636832
- Madeleine Stjerne. Stockholm: Bonnier. 1915. Libris 1636837
- Madeleines hem. Stockholm: Bonnier. 1916. Libris 1655732

- Daggryning: roman. Stockholm: Bonnier. 1902. Libris 1719355
- Nina. Nordiskt familjebibliotek, 99-3140236-9 ; 17. Stockholm: Bonnier. 1903. Libris 1726534. https://runeberg.org/mmnina/
- Lilla Marica och hennes man. Stockholm: Bonnier. 1904. Libris 1719358
- Lady Elizabeth Percy. Stockholm: Bonnier. 1905. Libris 1719357
- Hennes hjälte. Stockholm: Bonnier. 1906. Libris 1615777
- Maria Stuart. Stockholm: Bonnier. 1907. Libris 1615780. https://runeberg.org/maristuart/
- Ninas bröllopsresa. Stockholm: Bonnier. 1908. Libris 1615781. https://runeberg.org/ninasbresa/
- Systrarna på Ribershus. Stockholm: Bonnier. 1910. Libris 1615782
- Det hvita huset och den röda stugan: sagor och historier. Stockholm: Bonnier. 1911. Libris 1636831
- Mannen, hustrun och lord Byron: roman. Stockholm: Bonnier. 1912. Libris 1636839. https://runeberg.org/mholbyron/
- Den olycklige Henry Percy. Stockholm: Bonnier. 1913. Libris 1636830. https://runeberg.org/henrypercy/
- Marieholm och Munkeboda. Stockholm: Bonnier. 1918. Libris 1655733

Ytterligare tre romaner om personer tillhörande familjerna Skytte och Stjerne
- Hemmet på Urfva. Stockholm: Bonnier. 1919. Libris 1655731
- Erik Stjernes idyll. Stockholm: Bonnier. 1921. Libris 1487444. https://runeberg.org/mmesi/
- Eva Skyttes vänner. Stockholm: Bonnier. 1924. Libris 1487445

- Många damer och en man. Stockholm: Bonnier. 1920. Libris 1655734
- Släktmötet på Kungsåkra. Stockholm: Bonnier. 1928. Libris 1339522
- Det fatala giftermålet. Stockholm: Bonnier. 1931. Libris 669831. https://runeberg.org/mmfatala/

### Varia
- ”Min första bok”. När vi började : ungdomsminnen af svenska författare:  sid. 180-193. 1902. https://runeberg.org/narviborja/0222.html. Libris 11171662
- Uppfostran och inflytande: 1864-1885. København: Græbe. 1920. Libris 1520015
- Mina dagböcker: ungdomsdrömmar och ungdomsbekymmer. Stockholm. 1926. Libris 1202930. https://litteraturbanken.se/forfattare/MallingM/titlar/MinaDagbocker/info/etext
- Synd: noveller av det moderna genombrottets kvinnor. Stockholm: Ordfront. 1993. Libris 7634352. ISBN 91-7324-425-2 - Innehåller författarens Pyrrhussegrar ursprungligen publicerad i tidskriften Framåt, oktober 1886 och Höstdagar ur tidskriften Ny Jord, december 1888.

En stor del av Mallings verk översattes till danska. Dessutom översattes vissa verk till engelska, finska, franska, nederländska, tyska och ungerska.